# Lėvuo
De Lėvuo is een 148 km lange rivier in het noordoosten van Litouwen. Zij ontspringt in de buurt van Skapiškis en mondt in de buurt van Pasvalys uit in de Mūša.
De belangrijkste plaatsen langs de rivier zijn: Pasvalys, Kupiškis en Piniava
In droge zomermaanden droogt de rivier bijna uit, terwijl bij hevige regenval de rivier gemakkelijk buiten haar oevers treedt. In dit laatste geval kan er, sinds 1931, water door het Sanžilė-Kanaal naar de Nevėžis worden afgeleid.

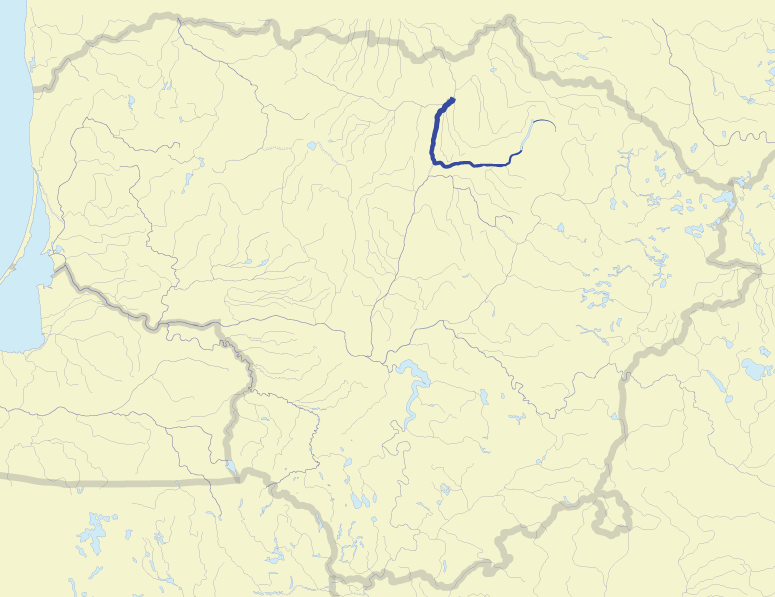
Loop van de Lėvuo in Litouwen